# Émile Freivogel
Émile Freivogel (Schupfart, Districte de Rheinfelden, 17 de setembre de 1926) va ser un ciclista suís que va ser professional entre 1947 i 1958.

## Palmarès
- 1955
  - Vencedor d'una etapa al Tour de l'Oise
- 1957
  - 1r del Tour dels 4 Cantons[2]